# Torrsprit
Torrsprit är gelatinerad etanol som används som icke-sotande bränsle. Som gelatineringsmedel används exempelvis tvål, nitrocellullosa eller acetylcellulosa.
Begreppet torrsprit kan även syfta på andra icke etanolbaserade torra bränslen med samma användningsområde såsom metatabletter.